# Deuringschlössle

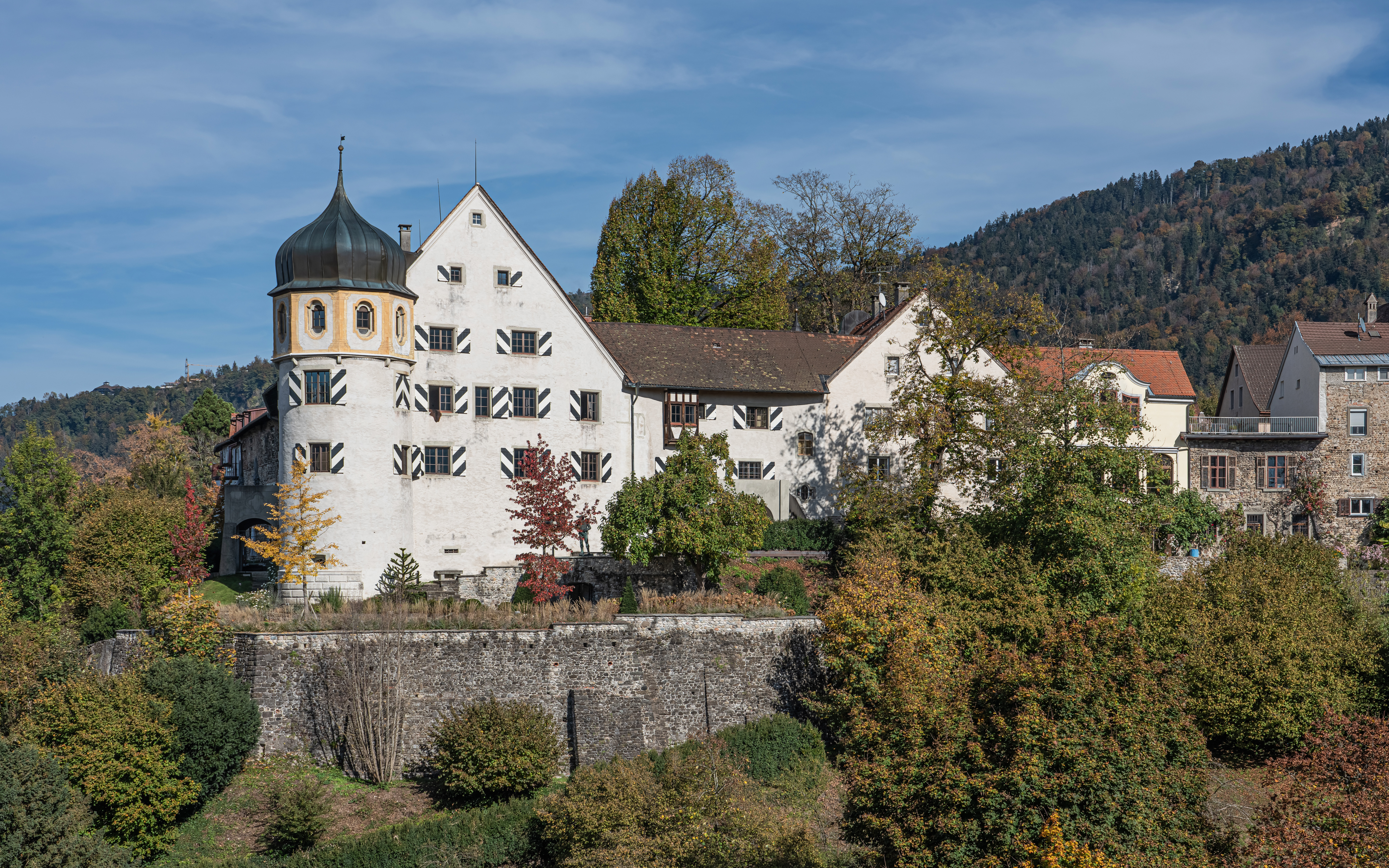
Deuringschlössle

Das Deuringschlössle (auch Deuringschlößle) ist ein ehemaliger Ansitz in der Oberstadt von Bregenz. Das Bauwerk steht unter Denkmalschutz.

## Geschichte
Ende des 14. oder Anfang des 15. Jahrhunderts wurde in der Südwestecke der Oberstadt mit einem Abstand zur Stadtmauer von einem unbekannten Bauherrn ein dreigeschoßiges Herrenhaus errichtet. 1539 gehörte es Hans von Wolfurt. 1647 wurde das Haus von den Schweden bei der Einnahme von Bregenz beschädigt. 1660 kaufte es Johann Albert von Deuring und ließ den Ansitz bis 1702 wesentlich vergrößern, indem der freie Bereich zwischen Herrenhaus und Stadtmauer verbaut wurde. Der Geschützturm an der Südwestecke der Stadtmauer wurde aufgestockt, mit einer Zwiebelhaube versehen und in den Bau einbezogen. 1698 erfolgte ein Anbau an der Südostseite und 1702 der Neubau des „Torkels“ im Osten. Die Deuring waren reiche Holzhändler aus Bregenz, die 1621 in den rittermäßigen Adelsstand erhoben wurden. 
Das Schlössle blieb bis 1801 im Besitz der Familie. Damals starb Freiherr Felix Thaddäus Rüpplein von und zu Keffikon. Er war mit der Erbtochter der Familie Deuring verheiratet. Die folgenden Eigentümer waren der Landvogt und Kreishauptmann Johann Jakob von Vicari und zwanzig Jahre später k. k. Rentmeister Christoph Anton Kayser, der hier die Rentamtskanzlei einrichtete. Nach seinem Tod erbte der Schweizer Architekt Johann Anton von Tscharner-Merhart. 1915 wurde das Innere im Stil des Historismus neu eingerichtet, 1927 das Obergeschoß des ehemaligen Torkels in ein Künstleratelier, den sogenannten Rittersaal, ausgebaut. Von 1989 bis 2015 wurde das Deuringschlössle als gehobenes Hotel-Restaurant verwendet. Nach der Insolvenz der Hotel-Betreiber wurde das Deuringschlössle von einer Immobilien-Unternehmengruppe übernommen und ist heute ein privates Wohngebäude.

## Architektur
Das Deuringschlössle und der Martinsturm prägen die Silhouette der Bregenzer Oberstadt. Die mächtigen Bastionen der Stadtmauer und der runde Eckturm zeigen noch die ursprüngliche Wehrhaftigkeit. Der ehemalige Geschützturm wurde im 17. Jahrhundert achteckig aufgestockt und erhielt eine etwas überdimensionierte Zwiebelhaube, dem Zeitgeist des Barock gemäß. Nordwestlich an den Turm folgt der dreigeschoßige Hauptbau aus dem 14./15. Jahrhundert, der beim Umbau durch die Familie Deuring ein Satteldach erhielt. Der Vorbau an der Nordwestfront markiert die Lage der einstigen Schlosskapelle, die später abgebrochen wurde. Mit den Rundturm verschneidet sich die mächtige südostseitige Giebelfront des Hauptteiles und daran schließt dreigeschoßiger schmälerer Nebentrakt an. Der Ansitz Anderhalden grenzt direkt an.
Die beiden Hoffassaden zeigen gekuppelte Fenster mit Sandsteingewänden und gemalten Umrahmungen aus der Zeit um 1600, die 1989 freigelegt wurden. Die unter den Fenstern des zweiten Obergeschoßes angebrachten Allianzwappen gehen auf Jakob von Wolfurt zurück, der damit seine adelige Abstammung dokumentieren wollte. Sie wurden um 1610 angebracht. Im ersten Obergeschoß befand sich bis 2015 ein Restaurant.